# Mezquita de Sidi Okba
La mezquita de Sidi Obka  (en árabe: مسجد سيدي عقبة‎) es la más antigua que sobrevive en Argelia. La mezquita se estableció por primera vez como mausoleo en 686, dedicado a Uqba ibn Nafi, un compañero del Profeta y uno de los comandantes prominentes de las primeras conquistas musulmanas del norte de África. La mezquita ha sido testigo de muchas renovaciones desde entonces.
Ubicación
La mezquita está situada en la localidad de Sidi Okba, a 6 km al sur de la ciudad de Tohuda y a 10 km al oeste de la ciudad de Biskra, en la carretera nacional número 38 hacia la localidad de Khenguet Sidi Nadji.

## Historia
Uqba ibn Nafi, a su regreso de la batalla victoriosa en las montañas del Atlas, fue asesinado por el ejército del rey cristiano Kusaila que le tendió una emboscada cerca de la ciudad de Thouda en 642. Su cadáver fue enterrado en la actual Sidi Okba y más tarde se construyó la mezquita encima de ella para su conmemoración. No está exactamente registrado quién construyó la mezquita. Los historiadores consideran que fueron los seguidores de Uqba los que fueron capturados durante la batalla, y más tarde redimidos por los jueces de Túnez de la prisión. El comandante Zuhayr ibn Qays los envió de vuelta junto con otros musulmanes a Thouda, donde construyeron la mezquita.
El edificio fue construido inicialmente de manera muy simple, totalmente con morteros de piedra caliza, y no se utilizaron materiales preciosos. Este estilo arquitectónico se asemejaba a algunas de las arquitecturas islámicas más antiguas y a las mezquitas construidas por la mano del propio Mahoma. Ciertos elementos arquitectónicos también eran similares a las mezquitas construidas en esa época, incluyendo el muro de la alquibla.
La mezquita había sido renovada varias veces, algunos de cuyos registros se habían perdido y era difícil evaluar la fecha exacta y los detalles. Una de las renovaciones se llevó a cabo en 1025 bajo el gobierno del emir zirí Al-Muizz ben Badis. Según la inscripción inscrita en el mausoleo que utiliza las letras similares que se utilizan también en la Gran Mezquita de Kairuán, se añadió una puerta decorativa a la mezquita. En el siglo XIV, el Awlad Mourat instituyó una zawiya. Durante la Regencia de Argel, el valí Mohamed Ben Omar al-Tunisi llevó a cabo otra renovación, y en el mihrab aparece inscrito el año 1789. También hay otras inscripciones que designan las fechas de las renovaciones, incluida la decoración del muro que indica el año 1800.

## Arquitectura
La mezquita tiene una forma irregular con 60 metros de largo y 37 metros de ancho. Consta de tres pasillos y la puerta principal en el sur. El mihrab está decorado con un simple entrelazado y una disposición irregular, y está cubierto por una semicúpula. La cripta que cubre la sala de oración tiene dos cúpulas, una sobre el mausoleo y la otra frente al muro de la alquibla.

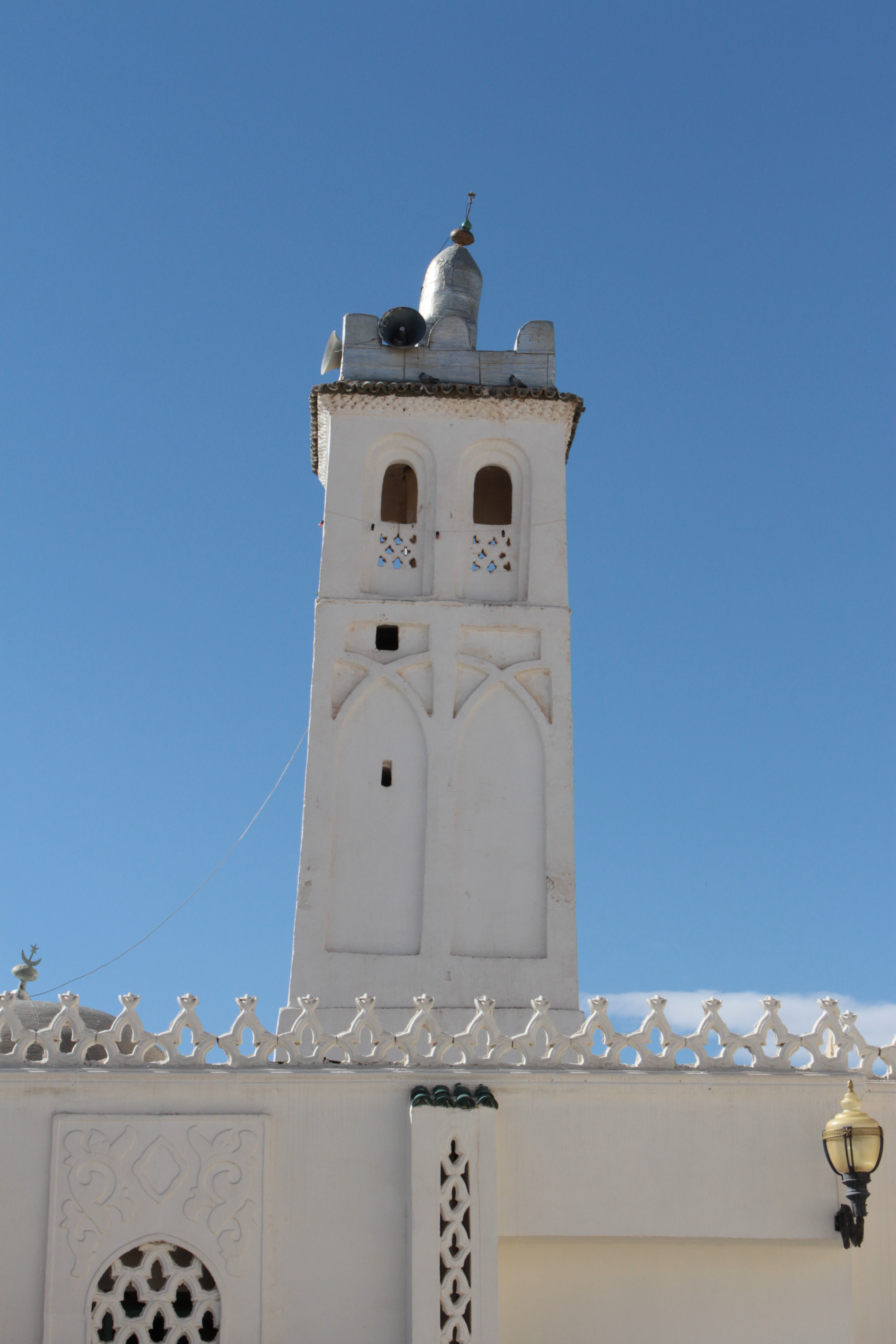
Minarete.
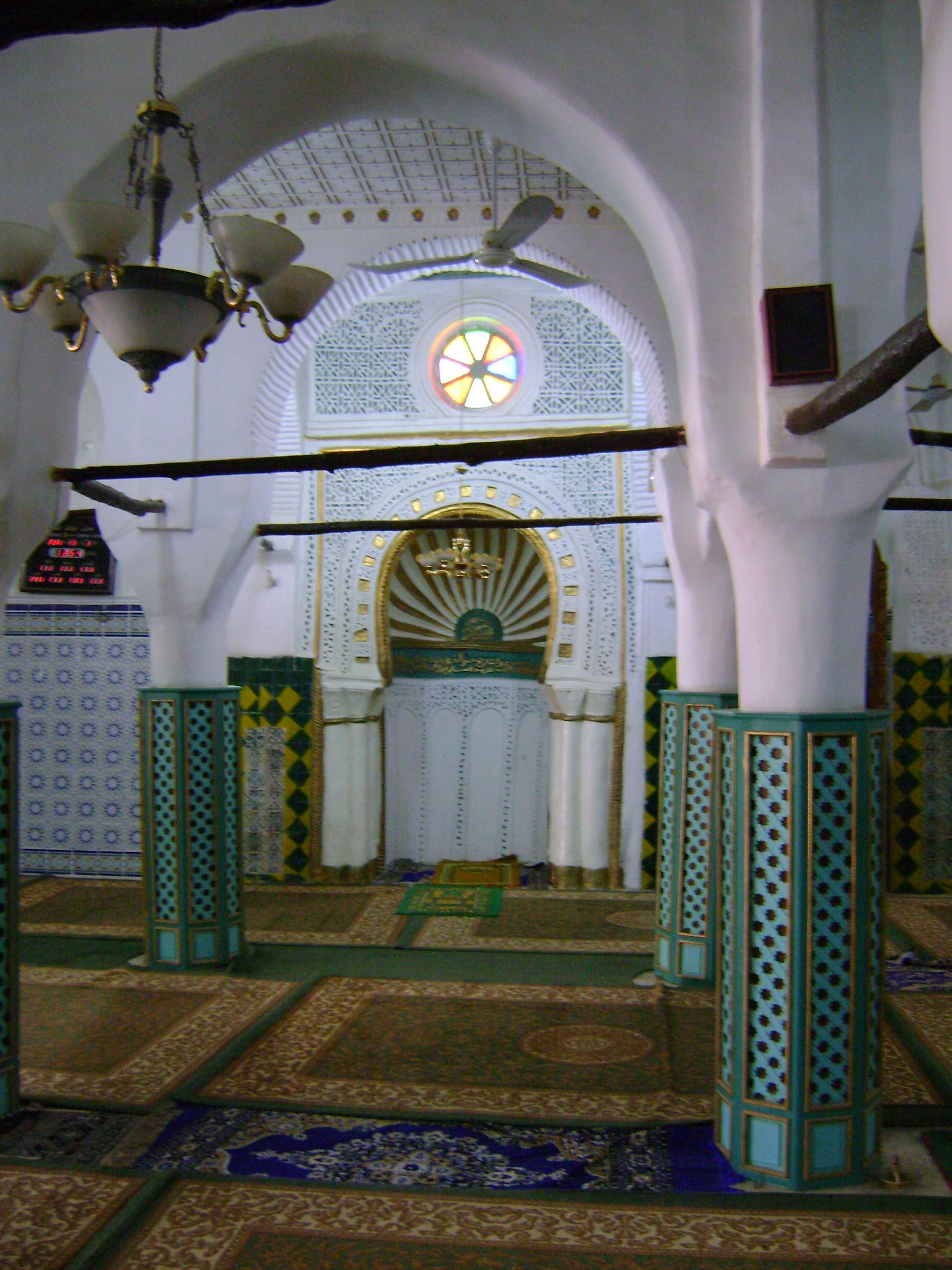
Mihrab y sala de oración.